# Unplugged (Eric Clapton)
Unplugged är ett musikalbum med Eric Clapton, utgivet i augusti 1992. Det spelades in live inför en mindre publik 16 januari samma år i Bray Studios i Bray utanför London för tv-programmet MTV Unplugged.
Albumet blev en framgång och bidrog till att skapa en trend för akustisk musik under början av 1990-talet, och i synnerhet för Unplugged-albumen. Clapton fick sex Grammy för albumet, bland annat för årets album och för bästa manliga rocksång. Det nådde också förstaplatsen på Billboards albumlista.

## Låtlista
| Nr           | Titel                                     | Kompositör                               | Längd |
| ------------ | ----------------------------------------- | ---------------------------------------- | ----- |
| 1.           | Signe                                     | Eric Clapton                             | 3:13  |
| 2.           | Before You Accuse Me                      | Ellas McDaniel                           | 3:44  |
| 3.           | Hey Hey                                   | Big Bill Broonzy                         | 3:16  |
| 4.           | Tears in Heaven                           | Clapton Will Jennings                    | 4:36  |
| 5.           | Lonely Stranger                           | Clapton                                  | 5:27  |
| 6.           | Nobody Knows You When You're Down and Out | Jimmy Cox                                | 3:49  |
| 7.           | Layla                                     | Clapton Jim Gordon                       | 4:46  |
| 8.           | Running on Faith                          | Jerry Lynn Williams                      | 6:30  |
| 9.           | Walkin' Blues                             | Son House                                | 3:37  |
| 10.          | Alberta                                   | Traditional Huddie William Ledbetter [a] | 3:42  |
| 11.          | San Francisco Bay Blues                   | Jesse Fuller                             | 3:24  |
| 12.          | Malted Milk                               | Robert Johnson                           | 3:36  |
| 13.          | Old Love                                  | Clapton Robert Cray                      | 7:54  |
| 14.          | Rollin' and Tumblin'                      | Muddy Waters                             | 4:11  |
| Total längd: | Total längd:                              | Total längd:                             | 61:47 |

| 1.           | Circus                      | Eric Clapton        | 4:28  |
| 2.           | My Father's Eyes (take one) | Clapton             | 6:22  |
| 3.           | Running On Faith (take one) | Jerry Lynn Williams | 6:31  |
| 4.           | Walkin' Blues (take one)    | Robert Johnson      | 3:49  |
| 5.           | My Father's Eyes (take two) | Clapton             | 6:43  |
| 6.           | Worried Life Blues          | Maceo Merriweather  | 5:32  |
| Total längd: | Total längd:                | Total längd:        | 33:25 |

| 1.  | Intro                                 |  |
| 2.  | Signe                                 |  |
| 3.  | Before You Accuse Me                  |  |
| 4.  | Hey Hey                               |  |
| 5.  | Tears In Heaven                       |  |
| 6.  | Lonely Stranger                       |  |
| 7.  | Nobody Knows When You're Down And Out |  |
| 8.  | Layla                                 |  |
| 9.  | Running On Faith                      |  |
| 10. | Walkin' Blues                         |  |
| 11. | Alberta                               |  |
| 12. | San Francisco Bay Blues               |  |
| 13. | Malted Milk                           |  |
| 14. | Old Love                              |  |
| 15. | Rollin' & Tumblin'                    |  |
| 16. | Unplugged Rehearsal                   |  |

Notes:
- ^a noterar arrangemang av

## Medverkande
- Eric Clapton - gitarr, sång
- Andy Fairweather-Low - gitarr
- Ray Cooper	 - percussion
- Nathan East - bas, sång
- Steve Ferrone - trummor
- Chuck Leavell - keyboard
- Katie Kissoon - sång
- Tessa Niles - sång